# Biohydrogène

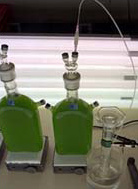
Production microbienne d’hydrogène.

Le biohydrogène est du H2 produit biologiquement. L'intérêt pour cette technologie est grand car le H2 est un carburant propre et peut être facilement produit à partir de certains types de biomasse, y compris les déchets biologiques. De plus, certains micro-organismes photosynthétiques sont capables de produire du H2 directement à partir de la décomposition de l'eau en utilisant la lumière comme source d'énergie,.
Outre les possibilités prometteuses de la production biologique d’hydrogène, de nombreux défis caractérisent cette technologie. Les premiers sont intrinsèques au H2, et concernent le stockage et le transport d'un gaz explosif non condensable. De plus, les organismes producteurs d'hydrogène sont empoisonnés par l'O2 et les rendements en H2 sont souvent faibles.

## Principes biochimiques
Les réactions essentielles générant de l'hydrogène mettent en œuvre l’oxydation de substrats pour obtenir des électrons. Ensuite, ces électrons sont transférés vers des protons libres pour former de l’hydrogène moléculaire. Cette réaction de réduction des protons est normalement réalisée par une famille d'enzymes appelées hydrogénases.
Dans les organismes hétérotrophes, des électrons sont produits lors de la fermentation des sucres. L'hydrogène gazeux provient de nombreux types de fermentation qui régénérent le NAD+ à partir du NADH. Les électrons sont transférés à la ferrédoxine ou peuvent être directement acceptés du NADH par une hydrogénase produisant du H2. Pour cette raison, la plupart des réactions démarrent avec le glucose, qui est converti en acide acétique.
{\displaystyle {\ce {C6H12O6 + 2 H2O -> 2 CH3COOH + 2 CO2 + 4 H2}}}
Une réaction connexe produit du formiate à la place du CO2 :
{\displaystyle {\ce {C6H12O6 + 2 H2O -> 2 CH3COOH + 2 HCOOH + 2 H2}}}
Ces réactions sont exergoniques de 216 et 209 kcal/mol, respectivement.
Il a été estimé que 99 % de tous les organismes utilisent ou produisent du dihydrogène (H2). La plupart de ces espèces sont des micro-organismes et leur capacité à utiliser ou à produire du H2 comme métabolite provient de l'expression de métalloenzymes H2 appelées hydrogénases. Les enzymes de cette famille très diversifiée sont généralement sous-classées en trois types différents en fonction de la teneur en métaux du site actif : [FeFe]-hydrogénases (fer-fer), [NiFe]-hydrogénases (nickel-fer) hydrogénases et [Fe]-hydrogénases (fer uniquement) qui sont exprimées par nombreux organismes comme les membres des genres Clostridium, Desulfovibrio, Ralstonia ou le pathogène Helicobacter, et se trouvant être pour la plupart des micro-organismes anaérobies stricts ou facultatifs. D'autres micro-organismes comme les algues vertes expriment également des hydrogénases très actives, à l'instar des membres du genre Chlamydomonas.

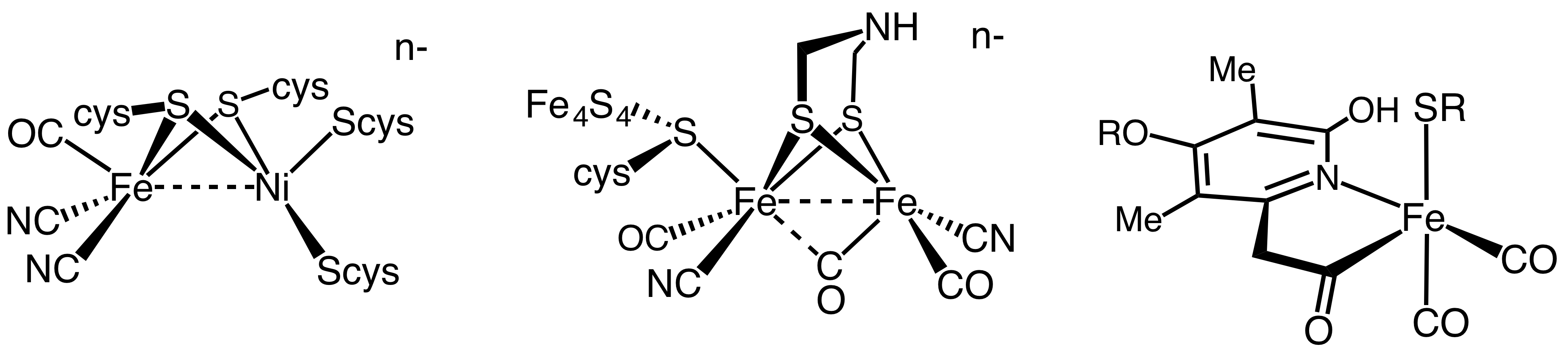
Les structures des sites actifs des trois types d’enzymes hydrogénases.

En raison de l'extrême diversité des enzymes hydrogénases, les efforts en cours se concentrent sur la recherche de nouvelles enzymes présentant des caractéristiques améliorées,,, ainsi que sur l'ingénierie des hydrogénases déjà connues afin de leur conférer des propriétés plus désirables.

## Production par les algues
La production biologique d'hydrogène en utilisant des algues est une méthode de division photobiologique de l'eau qui se fait dans un photobioréacteur fermé et basée sur la production d'hydrogène comme combustible solaire par les algues,. Les algues produisent de l'hydrogène dans certaines conditions. En 2000, on a découvert que lorsque les algues C. reinhardtii sont privées de soufre, elles passent de la production d'oxygène en photosynthèse normale, à la production d'hydrogène,,.
Les algues vertes expriment des hydrogénases [FeFe], et parmi celles-ci, certaines sont considérées comme les hydrogénases les plus efficaces avec des taux de renouvellement supérieurs à 10 × 104 s−1. Cette efficacité catalytique remarquable est néanmoins assombrie par son extrême sensibilité à l'oxygène, étant inactivée par l'O2 de façon irréversible. Lorsque les cellules sont privées de soufre, le dégagement d'oxygène s'arrête en raison des photo-dommages du photosystème II. Dans cet état, les cellules commencent à consommer de l'O2 et fournissent l'environnement anaérobie idéal pour que les hydrogénases natives [FeFe] catalysent la production de H2.

### Photosynthèse
La photosynthèse des cyanobactéries et des algues vertes casse la molécule d'eau et produit un ion hydrogène et des électrons. Les électrons sont transportés sur les ferrédoxines. Les hydrogénases [FeFe] les combinent en hydrogène gazeux. Chez Chlamydomonas reinhardtii, le photosystème II produit par conversion directe de la lumière solaire 80 % des électrons qui se retrouvent dans l'hydrogène gazeux.
En 2020, des scientifiques ont annoncé le développement d'une micro-émulsion à base de cellules d'algues pour des réacteurs microbiens sphéroïdes multicellulaires. Ces réacteurs sont capables de produire de l'hydrogène en même temps que de l'oxygène ou du CO2, grâce à la photosynthèse à la lumière du jour sous l'air. Il a été constaté que le fait d'entourer les microréacteurs de bactéries synergiques a pour conséquence l'augmentation des niveaux de production d'hydrogène via une réduction des concentrations d'O2,.

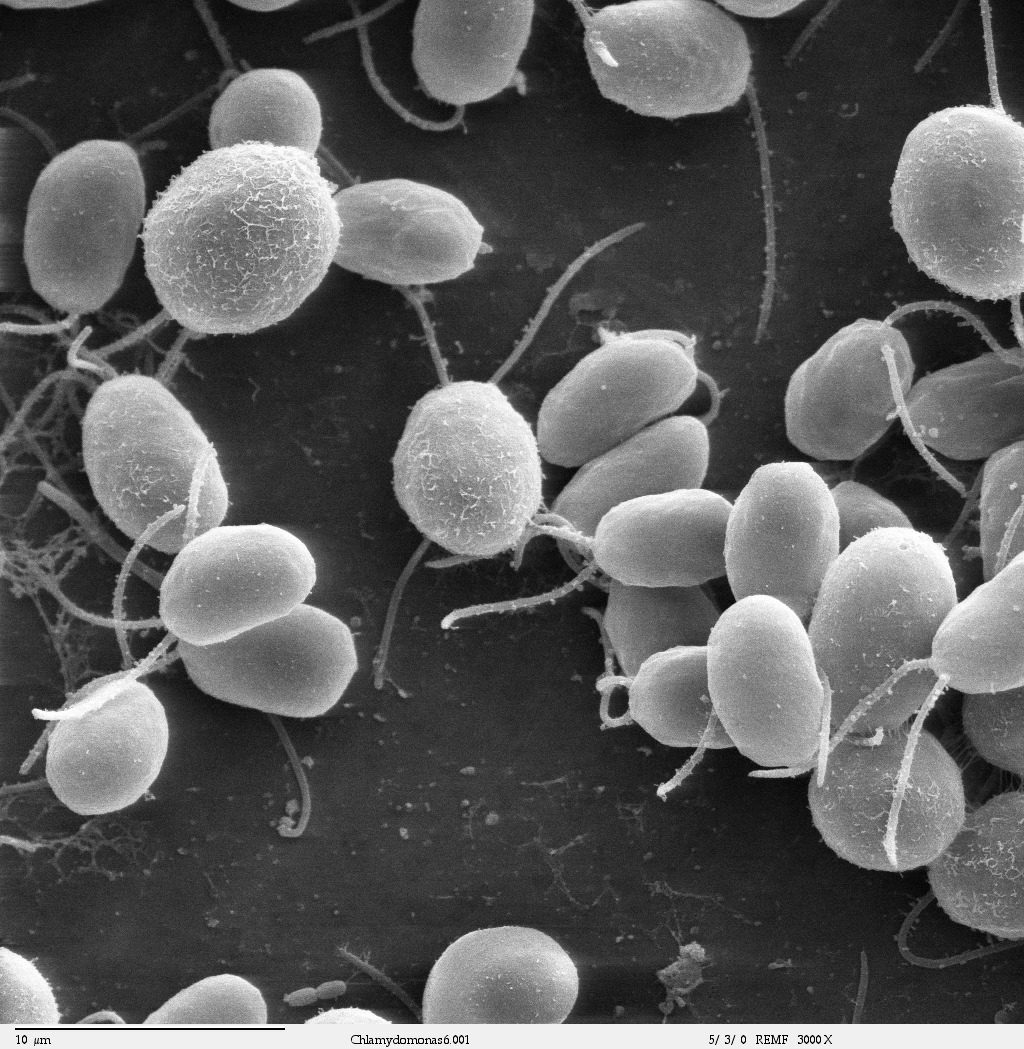
Chlamydomonas reinhardtii est un chlorophyte très étudié comme modèle génétique et un modèle émergent pour la production de biocarburants.

### Amélioration la production grâce à la réduction des antennes collectrices
La taille de l'antenne de la chlorophylle (Chl) des algues vertes est réduite, ou tronquée, pour maximiser l'efficacité de conversion solaire photobiologique et la production de dihydrogène. Les recherches ont mis en évidence que la protéine de capture de lumière LHCBM9 de l'antenne collectrice de lumière du photosystème II permet une dissipation efficace de l'énergie lumineuse. La taille de l'antenne Chl tronquée minimise l'absorption et la dissipation inutile de la lumière solaire par les cellules individuelles, ce qui se traduit par une efficacité accrue d'utilisation de la lumière et une plus grande efficacité photosynthétique lorsque les algues vertes sont cultivées en tant que culture de masse dans des bioréacteurs.

### Économie
Avec les rapports actuels sur le biohydrogène à base d’algues, il faudrait une mise en culture de 25 000 kilomètres carrés d’algues pour produire en biohydrogène l'équivalent de l’énergie fournie par l’essence rien qu’aux États-Unis. Cette surface représente environ 10 % de celle qui est consacrée à la culture du soja aux États-Unis.

### Problèmes de conception des bioréacteurs
- La restriction de la production photosynthétique d'hydrogène par accumulation d'un gradient de protons.
- L'inhibition compétitive de la production d'hydrogène photosynthétique par le dioxyde de carbone.
- L'exigence de liaison du bicarbonate au photosystème II (PSII) pour une activité photosynthétique efficace.
- Le drainage compétitif des électrons par l'oxygène dans la production d'hydrogène par les algues.
- Les aspects économiques doivent atteindre des prix compétitifs par rapport aux autres sources d’énergie et les aspects économiques dépendent de plusieurs paramètres.
- Un obstacle technique majeur réside dans l’efficacité de la conversion de l’énergie solaire en énergie chimique stockée dans l’hydrogène moléculaire.

Des expérimentations sont en cours pour résoudre ces problèmes à l'aide de la bio-ingénierie.

## Production par cyanobactéries
La génération de biohydrogène est également observée chez les cyanobactéries fixatrices d'azote. Ces micro-organismes peuvent se développer en formant des filaments. Dans des conditions où l'azote est rare, certaines cellules peuvent se spécialiser et former des hétérocystes, qui lui garantissent un espace intracellulaire anaérobie facilitant la fixation du N2 par l'action de l'enzyme nitrogénase exprimée également à l'intérieur.
Dans les conditions de fixation de l'azote, l'enzyme nitrogénase accepte les électrons et consomme de l'adénosine triphosphate (ATP) pour rompre la triple liaison diazote et la réduire en ammoniac. Lors du cycle catalytique de l’enzyme nitrogénase, de l’hydrogène moléculaire est ainsi produit.
{\displaystyle {\ce {N2 + 8 H+ + 8NAD(P)H + 16 ATP-> 2 NH3 + H2 + 16 ADP + 16 Pi + 8 NAD(P)+}}}
Néanmoins, comme la production d'H2 consomme une énergie importante, la plupart des cyanobactéries fixatrices d'azote possèdent également au moins une hydrogénase de captation. Celles-ci présentent un biais catalytique vers l'oxydation de l'oxygène et peuvent donc assimiler le H2 produit comme moyen de récupérer une partie de l'énergie investie lors du processus de fixation de l'azote.

## Histoire
En 1933, la biochimiste britannique Marjory Stephenson et son étudiant Stickland décrivent les suspensions cellulaires catalysant la réduction du bleu de méthylène avec de l'H2. Six ans plus tard, l'Allemand Hans Gaffron observe que l'algue verte photosynthétique Chlamydomonas reinhardtii produit parfois de l'hydrogène. À la fin des années 1990, le Pr Anastasios Melis découvre que la carence en soufre incite les algues à passer de la production d'oxygène (photosynthèse normale) à la production d'hydrogène et que l'enzyme susceptible de produire cette réaction est l'hydrogénase, mais que celle-ci perd cette fonction en présence d'oxygène. Melis a également découvert que l'épuisement de la quantité de soufre disponible pour les algues interrompait leur flux interne d'oxygène, permettant à l'hydrogénase de disposer d'un environnement dans lequel elle peut réagir, amenant les algues à produire de l'hydrogène. Chlamydomonas moewusii est également une souche prometteuse pour la production d'hydrogène,.

## Hydrogène industriel
Un certain nombre de procédés industriels aboutis sont en concurrence pour la production de biohydrogène, du moins pour les applications commerciales. Le vaporeformage du gaz naturel – parfois appelé reformage du méthane à la vapeur (SMR) – en est la méthode la plus courante, représentant environ 95 % de la production mondiale,,.
{\displaystyle {\ce {CH4 + H2O <-> CO + 3 H2}}}